# Pierre-Alexandre Monsigny
Pierre-Alexandre Monsigny (17. oktober 1729- 14. januar 1817) var en fransk komponist.
Monsigny dyrkede vel som barn ivrig violinspil, men blev i øvrigt ikke uddannet som musiker, da han var nødt til at søge praktisk virksomhed. Det var en opførelse af Giovanni Battista Pergolesis Serva padrone (1754), der på ny vakte hans musikalske lyst, og Monsigny følte sig uimodståelig draget til at forsøge sig som komponist i den genre, som Pergolesis komiske opera betegner; han gjorde nogle musiktekniske studier og fremtrådte da 1759 med en komisk opera, Les aveux indiscrets, der opførtes med meget held.
Dette bragte Monsigny i forbindelse med den drevne tekstforfatter Michel-Jean Sedaine, og med ham, skrev Monsigny en række operaer, der fremførtes med stigende held, og af hvilke skal fremhæves Le cadi dupé, Rose et Colos, Aline, reine de Golconde, Felix og frem for alle Le déserteur (1769), der endnu ikke er forsvundet fra franske operarepertoirer.
Efter 1777 lod Monsigny ingen opera opføre; han levede tilbagetrukket, mistede ved den Franske Revolution sin stilling som hertugen af Orléans’ administrator, men holdtes fri for nød ved en pension fra den komiske opera, der skyldte ham så meget. En kort tid var Monsigny ansat som lærer ved det nydannede musikkonservatorium i Paris, men opgav denne stilling, da han med sine mangelfulde teoretiske kundskaber ikke følte sig den voksen.
Monsigny er med François-André Danican Philidor grundlægger af den nationalejendommelige franske komiske opera og en forgænger for dennes mester André Grétry. Hvad Monsigny manglede i teknisk kunnen og viden, erstattedes ved en frisk musikbegavelse, og hans operaer udmærker sig ved ynde og livfuldhed og ved et kraftigt og naturligt dramatisk udtryk.